# 维特尔斯巴赫王朝
维特尔斯巴赫王朝（德語：Haus Wittelsbacher）是巴伐利亚的一个王朝，曾经在德意志境内的数个公国和其它一些欧洲国家建立过长期的、连续的统治。自1996年开始，该家族的族長是巴伐利亚公爵弗朗茨。

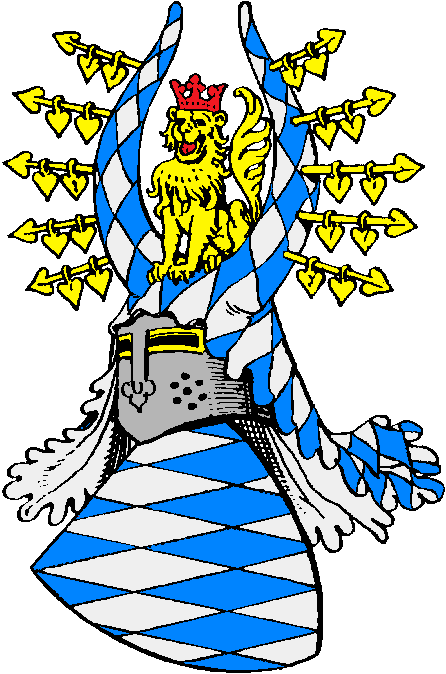
13至14世纪的家族纹章

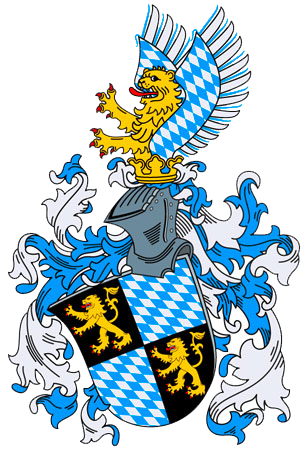
15世纪的家族纹章

19世纪的巴伐利亚王国纹章

## 家族起源
维特尔斯巴赫家族起源于德国南部的巴伐利亚，因上巴伐利亚的维特尔斯巴赫城堡而得名。维特尔斯巴赫一词的意思是森林中的小河（中古德语中Witu是森林的意思）。公元980年去世的巴伐利亚侯爵施魏因福特的贝尔托德是公元1072年去世的沙伊恩伯爵奥托一世的祖先。奥托一世的第三子，沙伊恩伯爵奥托二世买下了位于艾夏赫附近的维特尔斯巴赫城堡。奥托一世长子沙伊恩伯爵埃克哈特一世的次子沙伊恩伯爵奥托五世（1156年去世）于公元1115年首次使用“维特尔斯巴赫的奥托”（拉丁文：Otto de Witelinesbach）这一头衔，是为维特尔斯巴赫家族进入欧洲贵族序列之始，并因其于1110-11年、1116-18年追随时任神圣罗马帝国皇帝亨利五世两次进军意大利并参与囚禁教宗賈利二世和扶植对立教宗額我略八世上台而于1120年获封“巴伐利亚的普法尔茨伯爵”（德语：Pfalzgraf in Bayern），史称奥托四世。公元1119年，奥托五世将其住所从始建于940年的沙伊恩城堡迁往维特尔斯巴赫城堡，前者则于同年改建为沙伊恩修道院。

## 神圣罗马帝国境内的维特尔斯巴赫家族
维特尔斯巴赫家族一共出了两位神圣罗马帝国皇帝：路易四世（1314年－1347年在位）和查理七世（1742年－1745年在位），均来自该家族幼支；一位德意志国王（即羅馬之王）：鲁普雷希特（1400-1410年在位但未加冕为神圣罗马帝国皇帝），来自该家族长支。需要注意的是，尽管神圣罗马帝国这个名称直到1254年才正式定型，且1157年之后才加上了“神圣”一词，但其根本含义，即所谓的“皇权传递”（神圣罗马帝国的统治是罗马帝国的延续）概念，则贯穿整个中世纪欧洲历史。

### 家族早期历史
1180年，霍亨斯陶芬家族的神圣罗马帝国皇帝腓特烈一世剥夺了他的死敌、韦尔夫家族的萨克森和巴伐利亚公爵狮子亨利的领地巴伐利亚公国，并将其赐给鄂圖五世的次子、维特尔斯巴赫伯爵鄂圖六世，史称巴伐利亚公爵奧托一世。从此该家族一直统治巴伐利亚直到1918年第一次世界大战结束。奥托一世的第三子巴伐利亚公爵路易一世于公元1214年被时任神圣罗马帝国皇帝腓特烈二世授予莱茵-普法尔茨（又称普法尔茨选侯国），从而开启了维特尔斯巴赫家族对这块领地的统治。尽管1805年因拿破仑战争而统治短暂中断，1815年莱茵-普法尔茨的一部分回到了维特尔斯巴赫家族手中，并入已于1806年被拿破仑升格为王国的巴伐利亚。
1253年，路易一世的独子鄂圖二世去世，他的儿子们将其领地一分为二：长子路德维希得到上巴伐利亚和莱茵-普法尔茨，史称路德维希二世；次子海因里希得到下巴伐利亚，史称海因里希十三世。由于这一分家安排不符合当时的律法，巴伐利亚的主教们与波希米亚国王奥托卡二世于1257年结盟反对。同年8月，奥托卡二世率军入侵巴伐利亚，但兄弟两人合作成功退敌。海因里希十三世的长子下巴伐利亚公爵奥托三世作为匈牙利国王贝拉四世的外孙曾于1305年10月-1307年5月短暂担任匈牙利国王，他是唯一一位出自维特尔斯巴赫家族的匈牙利国王。
1340年，海因里希十三世的曾孙下巴伐利亚公爵约翰一世死后绝嗣，于是时任神圣罗马帝国皇帝、路德维希二世的幼子路易四世收回了下巴伐利亚，重新统一了巴伐利亚公国。作为其父路德维希二世第三任也是最后一任妻子瑪蒂爾德（哈布斯堡家族第一位德意志国王鲁道夫一世长女）所生的五个孩子中最年幼的一位，路易四世与其同母所生的长兄、其父死后继承爵位的上巴伐利亚公爵和莱茵-普法尔茨伯爵鲁道夫一世不和，起因是当时德意志境内的王朝政治和权力斗争：1291年，德意志国王鲁道夫一世去世后，各选帝候出于削弱哈布斯堡家族以及选举一位政治根基较浅的国王从而获得更多利益让步的考虑，于次年将拿騷家族的阿道夫一世推上了德意志国王的宝座。这引发了对王位觊觎已久的鲁道夫一世长子阿尔布雷希特一世对阿道夫一世强烈的敌视。在这场王位争夺战中，上巴伐利亚公爵和莱茵-普法尔茨伯爵鲁道夫一世站在他的岳父阿道夫一世这边，而其母亲则支持自己的弟弟、鲁道夫的舅舅阿尔布雷希特一世。
1298年7月2日，阿道夫一世与阿尔布雷希特一世的军队在格尔海姆战役中决战，结果前者战败被杀，后者则于25天后被选为德意志国王。1301年，在权力斗争中押错宝的哥哥鲁道夫遭其母亲和舅舅逼宫迫使其同意与弟弟路易分享上巴伐利亚的统治权，舅舅阿尔布雷希特一世甚至派兵围困鲁道夫领地的都城海德堡逼其就范。阿尔布雷希特一世于1308年5月1日被侄子士瓦本的约翰暗杀后，尽管鲁道夫和路易兄弟二人都希望能继承王位，但最终包括哥哥鲁道夫本人在内的七位选帝候中的六位推选了各方均可接受的妥协人选——卢森堡家族的亨利七世为德意志国王（1312年加冕为神圣罗马帝国皇帝）。1310年兄弟俩的堂兄下巴伐利亚公爵施特凡一世去世后，兄弟二人之间的矛盾升级为内战。1313年6月21日两人在慕尼黑达成和解，哥哥保有原有领地和选帝候资格，但承诺在在下一届国王选举中支持弟弟。两个月后亨利七世在远征意大利期间感染疟疾去世，但在次年10月份的选举中，哥哥鲁道夫未信守承诺，将选票投给了奥地利和施蒂利亚公爵腓特烈三世。作为阿尔布雷希特一世的次子，腓特烈三世也是兄弟俩的表弟。
1313年，下巴伐利亚公爵施特凡一世的子女的监护权被下巴伐利亚当地贵族授予了腓特烈三世，后者趁机入侵下巴伐利亚，却无奈于11月的加梅尔斯多夫战役中被路易四世击败而被迫放弃监护权，但随即与路易四世在1314年10月的选举中竞争德意志王位。那次选举中出现了罕见的一幕：由于此前波希米亚国王和萨克森公爵都有两个相互竞争的人选，七张选帝候选票变成了九张。腓特烈三世于10月19日得到了四张选票（分别来自对手的哥哥鲁道夫、科隆大主教菲尔内堡的路德维希二世、萨克森-维滕堡公爵魯道夫一世和1310年被逼退位的前任波希米亚国王克恩滕的海因里希）；路易四世则于次日得到了另外五张选票（分别来自美因茨大主教阿斯珀尔特的彼得、特里尔大主教卢森堡的鲍德温、勃兰登堡侯爵瓦尔德马一世、萨克森-劳恩堡公爵約翰二世以及亨利七世之子、波希米亚国王约翰一世）。两人都宣布自己当选，并于11月25日分别在波恩和亚琛加冕为德意志国王。1322年9月28日的米尔多夫战役中，路易四世决定性地击败并俘获了腓特烈三世以及支持他的1300名奥地利和萨尔茨堡大主教国的贵族。双方于1325年3月13日在特劳斯尼茨议和，腓特烈三世承认路易四世的王位；1326年1月7日，双方在乌尔姆达成协议，路易四世将加冕为神圣罗马皇帝，腓特烈三世则继续保留德意志国王头衔，协助前者统治整个德意志地区。1328年，路易四世加冕为首位来自维特尔斯巴赫家族的神圣罗马帝国皇帝。
为了报复哥哥鲁道夫支持自己的死对头，路易四世于1314-17年出兵进攻哥哥鲁道夫在上巴伐利亚和莱茵-普法尔茨的领地，并迫使后者于1317年将全部领地让给前者。公元1329年，维特尔斯巴赫家族正式分成了长幼两个分支。根据当年签订的帕维亚条约，出自该家族的神圣罗马帝国皇帝路易四世将莱茵-普法尔茨连同巴伐利亚境内的上普法尔茨归还给其长兄鲁道夫一世的次子、第三子和长孙莱茵-普法尔茨伯爵魯道夫二世、普法尔茨选帝候魯普雷希特一世、魯普雷希特二世。鲁道夫一世的后代即家族的长支，亦称为普法尔茨支（因莱茵-普法尔茨和上巴伐利亚都是普法尔茨领地），1356年金玺诏书（拉丁文：Bulla aurea）确认莱茵-普法尔茨伯爵为神圣罗马帝国的七大选帝侯之一。路易四世自己的后代即家族幼支（亦称巴伐利亚支）继续拥有巴伐利亚公国（1340年路易四世收回下巴伐利亚后重新统一），但巴伐利亚公爵不具有选帝侯资格。这不仅是为了防止同一个家族在决定皇帝宝座归属的选举中拥有两票，更是时任神圣罗马帝国皇帝、来自卢森堡家族的查理四世借以打击其前任皇帝同时也是其政治对手的路易四世的手段。公元1777年因幼支绝后，长支重新返回巴伐利亚统治直到一战结束。

### 幼支（巴伐利亚支）

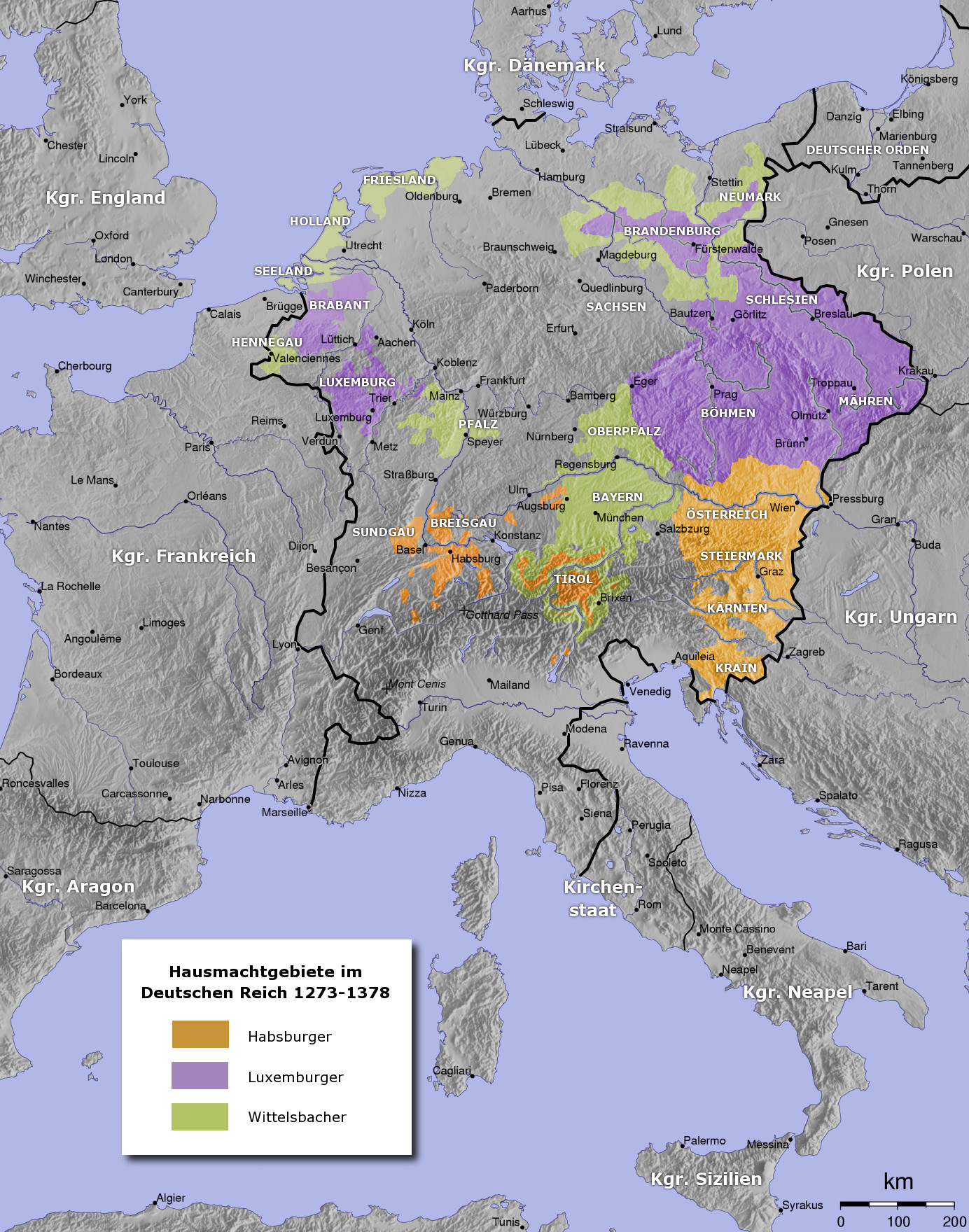
1373年神圣罗马帝国境内三大家族的领地：
维特尔斯巴赫
卢森堡家族
哈布斯堡家族（它在1369年获得蒂罗尔）

幼支在巴伐利亚的统治一直维持到1777年。尽管家族于1329年分裂为长幼两支，但幼支的祖先、神圣罗马帝国皇帝路易四世在位时通过一系列的政治联姻安排在巴伐利亚以外地区获得了大片领地：1323年获得勃兰登堡，1342年获得蒂罗尔，1345年获得荷兰伯爵国、泽兰和埃诺。1347年路易四世去世后，他的六个儿子分别继承了这些领地和巴伐利亚公国。但好景不长，这些领地在路易四世死后陆续丧失。首先是路易四世的长孙、上巴伐利亚公爵和蒂罗尔伯爵迈恩哈德三世于1363年去世后无嗣，其叔叔、路易四世次子巴伐利亚公爵斯蒂芬二世出兵占领上巴伐利亚并入侵蒂罗尔。为保住其家族世袭领地，迈恩哈德三世之母、蒂罗尔女伯爵玛格丽特与儿子的内兄、哈布斯堡家族的奥地利公爵鲁道夫四世达成协议，由后者继承蒂罗尔伯爵，从而将蒂罗尔并入奥地利。
最终，斯蒂芬二世与鲁道夫四世之弟、奥地利公爵阿尔布雷希特三世于1369年签订谢尔丁和约，正式放弃对于蒂罗尔的声索并获得一大笔金钱作为补偿。其次是1373年，路易四世幼子巴伐利亚公爵奥托五世作为维特尔斯巴赫家族的最后一位勃兰登堡选帝候（史称奥托七世）辞去了勃兰登堡侯爵的爵位，将领地拱手让给其岳父、卢森堡家族的神圣罗马帝国皇帝查理四世（他于1366年娶了查理四世的女儿、鲁道夫四世的遗孀波希米亚的凯瑟琳）。作为补偿，查理四世支付了女婿50万金币，并保留其选帝候名号直到后者1379年去世。尽管查理四世于1371年以奥托五世怠政为由出兵占领勃兰登堡是导致后者辞职的直接原因，但事实上奥托五世及其前任、路易四世第三子巴伐利亞公爵路易六世（1351–1365年任勃兰登堡选帝候，史称路易二世）早在1364年就承诺将领地让给查理四世，以报复他们的兄长斯蒂芬二世在侄子迈恩哈德三世前一年去世后侵占其领地的行为。他们担心，由于他们都没有子嗣，自己死后斯蒂芬二世也会派兵攻占勃兰登堡。最后是1404年，路易四世第五子、巴伐利亚公爵阿尔布雷希特一世去世后，荷兰-泽兰伯爵国和埃诺伯爵国由长子巴伐利亚公爵威尔汉姆二世继承，而第三子巴伐利亚公爵约翰三世则成为首任列日主教（1389–1418年在位）。
1417年威尔汉姆死后，其女雅克利娜继承了荷兰-泽兰伯爵国、埃诺伯爵国和巴伐利亚-施特劳宾公国；对此不满的叔叔约翰随即与布拉班特的安托萬的遗孀卢森堡女公爵伊丽莎白联姻，于次年辞去列日主教之位，并在其妻叔德国国王西吉斯蒙德（1433年加冕为神圣罗马帝国皇帝）支持下发动内战与侄女争夺兄长留下的领地。尽管雅克利娜得到了荷兰贵族的支持，但由于她的支持者（属鱼钩派）和其丈夫、布拉班特的安托萬之子布拉班特公爵约翰四世的支持者（属鳕鱼派）在当时的鱼钩和鳕鱼战争（1350-1490年）中分属对立阵营，从而使得约翰乘虚而入，于1420年从其侄女婿手中获得了摄政王的头衔（荷兰语：ruwaard），从而成为这两块领地的实际统治者。由于丈夫与自己的政治对手沆瀣一气，雅克利娜于1421年逃往英国并于次年离婚，改嫁英王亨利四世的第五子汉弗莱（此次婚姻于1428年被教宗瑪定五世宣布无效）。1425年，叔叔约翰中毒身亡后，侄女婿约翰四世再次恢复统治并任命自己的堂兄、瓦卢瓦勃艮第王朝的勃艮第公爵菲利普三世为摄政王。1427年约翰四世去世后，菲利普三世击败了支持其表妹雅克利娜复位的势力并于1432年将这些领地并入勃艮第公国；根据1428年的代尔夫特合约，雅克利娜保留了荷兰-泽兰-埃诺女伯爵的头衔，直到其1436年死于肺结核。

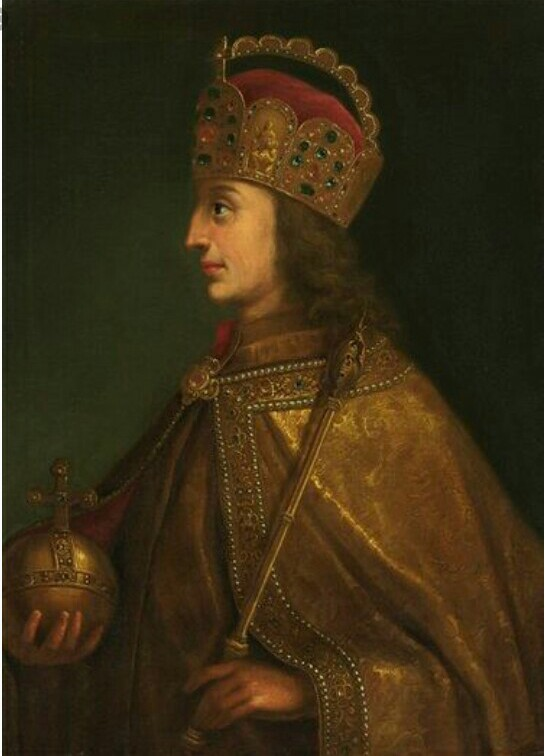
神圣罗马帝国皇帝路易四世（1314–1347）

虽然路易四世于1340-49年间短暂统一了巴伐利亚公国，但其死后六个儿子之间不睦，家族幼支进一步分裂成巴伐利亚-兰茨胡特、巴伐利亚-施特劳宾、巴伐利亚-英戈尔施塔特、巴伐利亚-慕尼黑等旁支。这种局面直到1505年巴伐利亚-慕尼黑支通过兰茨胡特爵位继承战重新统一巴伐利亚才告结束。幼支各旁支间于1392年和1450年签有协议，无论哪一支绝男嗣，其领地将由另外几支瓜分。1503年12月，巴伐利亚-兰茨胡特支的巴伐利亚公爵乔治死后无男嗣，他在1496年就拟好的遗嘱中无视家族协议，将领地传给他的女儿伊丽莎白。
1499年，伊丽莎白嫁给了维特尔巴赫家族长支的普法尔茨选帝候菲利普的第三子魯普雷希特。这就意味着，一旦巴伐利亚公爵乔治的意愿达成，原属幼支的巴伐利亚-兰茨胡特支的领地将成为长支的囊中之物，而这是巴伐利亚-慕尼黑支的巴伐利亞公爵阿爾布雷希特四世无法接受的，战争随即爆发。在持续两年的战争中，巴伐利亚-兰茨胡特支领地满目疮痍，很多村庄被夷为平地。普法尔茨选帝候菲利普力挺他的儿子，神圣罗马帝国皇帝马克西米利安一世则选择支持他的妹夫阿尔布雷希特四世（作为报酬，马克西米利安一世于1506年将巴伐利亚-兰茨胡特支领地南部的库夫施泰因、基茨比厄尔和拉滕堡等地并入蒂罗尔，受皇帝直接管辖的帝国自由城市纽伦堡也扩张了领土），并于1504年4月23日向鲁普莱希特和伊丽莎白发出帝国制裁令（德文：Reichsacht）。同年8月20日鲁普莱希特死于痢疾；9月12日，两方在文岑巴赫举行决战，普法尔茨选帝候菲利普的波希米亚雇佣军不敌皇帝的军队，三天后伊丽莎白本人也死于痢疾。

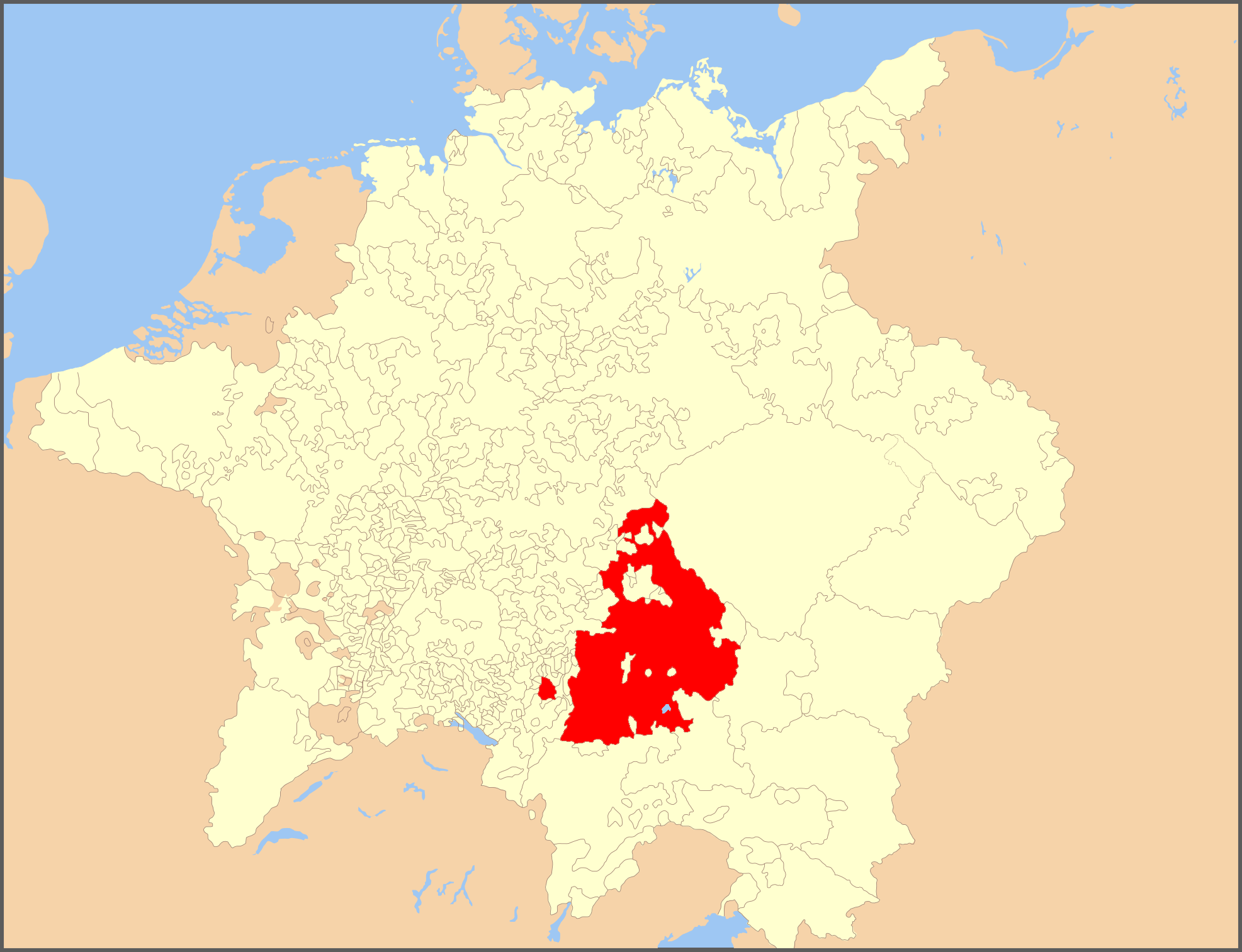
1648年神圣罗马帝国境内的巴伐利亚选侯国

次年战事结束，在皇帝的调停斡旋下，7月30日在科隆举行的帝国议会发布通稿（德文：Kölner Spruch）宣布巴伐利亚-兰茨胡特支领地大部分并入巴伐利亚-慕尼黑支，但允许鲁普莱希特和伊丽莎白两个年幼的儿子奧托·海因里希和菲利普保有多瑙河北岸经弗兰肯至上普法尔茨北部的几片互不相连的领地，以都城诺伊堡而得名普法尔茨-诺伊堡；因两兄弟时年分别3岁和2岁，该领地从此得名“幼年普法尔茨”（德文：Junge Pfalz）。两兄弟成年前，他们的爷爷普法尔茨选帝候菲利普和叔叔普法尔茨选帝候腓特烈二世曾先后作为他们的监护人和领地的实际统治者。
普法尔茨选帝候腓特烈二世1556年死后无嗣，由奧托·海因里希继位为普法尔茨选帝候。1529年，奧托·海因里希希娶了父母的死对头阿尔布雷希特四世的女儿巴伐利亚的苏珊娜，但两人没有生育。1557年，奧托·海因里希根据家族长支各旁支于1553年11月签订的《海德堡继承协议》将普法尔茨-诺伊堡让给了普法爾茨-茨魏布呂肯伯爵沃夫岡。沃夫冈死后五个儿子分家，其中长子诺伊堡的普法尔茨伯爵菲利普-路德维希分到了普法尔茨-诺伊堡领地，从而创立了长支的一个新旁支：普法尔茨-茨魏布吕肯-诺伊堡支，简称普法尔茨-诺伊堡支。1614年这个旁支中又分离出另一个旁支：普法尔茨-苏茨巴赫支（出自该支的卡尔·泰奥多尔最终于1777年幼支宣告终结后作为长支的后人回到巴伐利亚统治）。
三十年战争中的1623年，巴伐利亚公爵马克西米利安一世作为天主教诸侯同盟的首领积极协助哈布斯堡家族的时任神圣罗马帝国皇帝斐迪南二世镇压属家族长支的普法尔茨选帝候和波希米亚国王腓特烈五世，因而获授褫夺自普法尔茨的选帝候席位，巴伐利亚公国由此升格为巴伐利亚选候国，并永久占领了上普法尔茨。马克西米利安一世的孙子、巴伐利亚选帝候马克西米利安二世埃玛纽埃尔曾担任末任西属尼德兰总督（1692-1706年），以及卢森堡大公（1712-14年）。马克西米利安二世埃玛纽埃尔的儿子卡尔·阿尔布雷希特于1722年娶了约瑟夫一世的二女儿奥地利的玛利亚-阿玛莉亚（玛丽亚·特蕾西亚的堂姐）为妻，并于1742年1月当选为神圣罗马帝国皇帝查理七世，他是1437年以来唯一一位非哈布斯堡家族的神圣罗马帝国皇帝，还是波希米亚国王（1741-43年）。
导致这一变故的根源在于哈布斯堡家族内部的一系列发展。首先，哈布斯堡家族的最后一位西班牙国王卡洛斯二世1700年死后绝嗣（历史学家怀疑他患有阳痿或不育症），哈布斯堡家族长支宣告终结，西班牙王位传到了卡洛斯二世同父异母的姐姐西班牙的玛丽-泰蕾兹（法王路易十四的第一任王后、法王路易十五的曾祖母）的第二个孙子、波旁家族的安茹公爵菲利普手上，史称费利佩五世。
然而，哈布斯堡家族幼支的神圣罗马帝国皇帝利奥波德一世对此提出异议，认为应该由他的次子查理继承西班牙王位，西班牙王位继承战争（1701-14年）随即爆发。得到英国、荷兰共和国、葡萄牙、萨伏伊公国和大部分德意志诸侯支持的查理于1705年抵达西班牙（有效统治区域仅限于加泰罗尼亚地区），直到1711年其兄神圣罗马帝国皇帝约瑟夫一世去世后才回到奥地利。早在查理动身前的1703年，为防止重蹈长支的覆辙，神圣罗马帝国皇帝利奥波德一世和他的两个儿子约瑟夫和查理，即未来的神圣罗马皇帝约瑟夫一世和查理六世订立了《相互继承协约》，规定：查理获得对西班牙的声索权，约瑟夫则继承除西班牙之外的哈布斯堡家族领地。两兄弟死后应由各自的合法男嗣继承，如果一方没有合法男嗣，则由另一方继承。如果两方都没有合法男嗣，则两人的合法女嗣也获得继承资格，但哥哥约瑟夫的女儿比弟弟查理的女儿有优先继承权。换句话说，如果两兄弟都没有合法男嗣，则哥哥约瑟夫的的女儿将继承哈布斯堡家族的所有领地。
然而，西班牙王位继承战争的结果是尽管统治奥地利的哈布斯堡家族幼支从西班牙手里获得了西属尼德兰、那不勒斯王国、撒丁岛和大部分的米兰公国等原属哈布斯堡家族长支的领地，但也被迫承认了波旁王朝对西班牙的统治。1705年利奥波德一世去世后，哥哥约瑟夫继位为约瑟夫一世；1711年约瑟夫一世去世后没有男嗣，弟弟查理根据《相互继承协约》继位为查理六世。其次，由于查理六世也没有男嗣，这意味着约瑟夫一世的两个女儿只要能活得比他久，就将在他死后继承哈布斯堡家族的世袭领地。为了能把手中的权力传给自己的女儿而不是侄女，查理六世于1713年4月19日颁布《国本诏书》，撕毁十年前订立的《相互继承协约》，将优先继承权从他两个侄女转到自己女儿手中。颇具讽刺意味的是，1708年8月结婚的查理六世在1713年时还没有当父亲，既没有儿子也没有女儿，他的第一个孩子要到三年后才诞生。
从1713年到其去世的1740年，查理六世都在为《国事诏书》得到欧洲各列强承认而奔走游说，并对各列强做出了一系列的利益让步。各列强获得好处后表面上都表示承认《国本诏书》，只有萨克森和巴伐利亚拒绝承认，原因是萨克森选帝候和巴伐利亚选帝候分别娶了查理六世的两个侄女。1740年查理六世死后，各列强纷纷变脸，转而拒绝承认《国本诏书》并出兵干涉，爆发了奥地利王位继承战争（1740-48年）。1742年1月，德意志各诸侯一致选举约瑟夫一世二女儿玛利亚-阿玛莉亚的丈夫、巴伐利亚选帝候卡尔·阿尔布雷希特为神圣罗马帝国皇帝查理七世。查理七世能当选皇帝主要是普鲁士、巴伐利亚、萨克森（1743年改与奥地利结盟）三大德意志诸侯以及波旁王朝的法国和西班牙等国以反对查理六世撕毁1703年订立的《相互继承协约》为借口打击哈布斯堡家族的政治产物，以至于他当选皇帝的同时奥军正猛攻巴伐利亚，且首都慕尼黑在他加冕为皇帝的次日陷落。
战争期间，巴伐利亚于1742和1745年两次被奥军占领，以至于查理七世大部分时间都只能寄居法兰克福，直到去世前三个月才得以回到慕尼黑。1745年1月查理七世去世后，他唯一合法的男嗣、巴伐利亚选帝候马克西米利安三世约瑟夫被迫与奥地利媾和并于同年4月签订富森和约正式退出战争，查理七世当选皇帝的合法性才得到哈布斯堡家族的承认，而马克西米利安三世约瑟夫则承诺在同年9月的皇帝选举中支持查理六世的女婿、玛丽亚·特蕾西亚的丈夫托斯卡纳大公弗兰茨·斯蒂芬（原为洛林公爵，1735年在欧洲各列强旨在结束波兰王位继承战争而签署的领土交换协议中，洛林大公国被让给失去波兰王位的法王路易十五的岳父斯坦尼斯瓦夫一世并在他于1766年死后并入法国。作为补偿，弗兰茨·斯蒂芬获得托斯卡纳大公国，史称托斯卡纳大公弗朗切斯科二世。原定继承托斯卡纳大公国的西班牙国王费利佩五世之子帕尔玛和皮亚琴察公爵卡洛斯则以手中的继承权加上帕尔玛和皮亚琴察向奥地利换取了那不勒斯王国和西西里王国。由于这一系列领土交换要等到美第奇家族的最后一位托斯卡纳大公吉安·加斯托内·德·美第奇1737年死后方能实施，因此直到1738年才经《维也纳条约》正式确立）。1777年12月30日，终生未育的马克西米利安三世约瑟夫死于天花，维特尔斯巴赫家族幼支宣告终结。
由于自幼受到严格的天主教熏陶，统治巴伐利亚的家族幼支在德意志反宗教改革中成为天主教诸侯阵营的旗手。1583-1761年间，家族幼支成员几乎垄断了科隆大主教（因而位列选帝侯之一）人选和神圣罗马帝国境内的很多其他地方的主教人选，例如列日主教（1581-1763年）。幼支成员担任过雷根斯堡、弗赖辛、明斯特、希尔德斯海姆、帕德博恩、奥斯纳布吕克等地的主教和条顿骑士团团长等重要职务。另外，家族幼支还在1549-67年间短暂统治波希米亚的克沃兹科伯爵国。

### 长支（普法尔茨支）

1505年的普法尔茨选侯国

除1805-1815年因拿破仑战争短暂中断外，长支持续统治普法尔茨并从1777年起统治巴伐利亚直到1918年。1329年的帕维亚条约规定选帝候席位应当在维特尔斯巴赫家族的长幼两支间轮替，然而1356年由在纽伦堡和梅斯召开的帝国议会发布的金玺诏书则故意无视这一规定，确定普法尔茨伯爵为七大选帝候之一，而无视巴伐利亚公爵的选帝候资格。这是因为来自卢森堡家族的时任神圣罗马帝国皇帝查理四世要报复前任皇帝同时也是竞争对手的幼支创始人路易四世，因此1373年幼支的巴伐利亚公爵奧托五世将勃兰登堡（七大选侯国之一）让给查理四世后，幼支长期没有选帝候席位直到1623年。此外，长支成员长期占据美因茨大主教和特里尔大主教职位（同为七大选帝候之一）。
1410年，来自长支的维特尔斯巴赫家族唯一一位德意志国王鲁普雷希特去世后，其子嗣分家导致长支进一步分裂成各个旁支，包括普法尔茨-诺伊马克特、普法尔茨-西梅尔恩、普法尔茨-茨魏布吕肯、普法尔茨-比肯费尔德、普法尔茨-诺伊堡、普法尔茨-苏茨巴赫。1553年，由于普法尔茨选帝候腓特烈二世未生育后代，且他唯一仍然在世的弟弟诺伊马克特的普法尔茨伯爵沃尔夫冈未婚，为防止统治巴伐利亚的家族幼支提出继承权声索，长支各旁支代表聚集海德堡讨论继承问题并于1553年11月签订了《海德堡继承协议》，协议确认了1541和1546年普法尔茨-西梅尔恩和普法尔茨-茨魏布吕肯这两支间达成的“一支绝后由另一支继承”的共识，并进一步确认若占据选帝候之位的这支绝后，将由跟这支血缘最近的旁支的最年长男性成员继承选帝候之位。
根据这一协议，选帝候之位于1559年传到了普法尔茨-西梅尔恩支的腓特烈三世手中。作为一名虔诚的加尔文宗教徒，弗里德里希三世把普法尔茨打造成了加尔文宗在欧洲的中心，并积极支持尼德兰和法国的加尔文宗教徒反抗天主教的斗争。他的儿子腓特烈四世更是于1608年创立了新教诸侯联盟并一向以其领袖自居，且积极与普法尔茨-茨魏布吕肯伯爵国和勃兰登堡侯国等信奉新教的诸侯联姻。他强烈的宗教观也影响了他的儿子和继承人，普法尔茨选帝侯腓特烈五世。
腓特烈四世1610年去世时，腓特烈五世只有14岁，根据1356年金玺诏书中的相关规定，未成年的选帝候必须由其血缘最近的男性长辈监护并摄政直到成年。然而，腓特烈五世的血缘最近的男性长辈是不久前刚刚皈依天主教的诺伊堡的普法尔茨伯爵沃夫岡·威廉，因此腓特烈四世在临死前另外指定信奉新教的茨魏布吕肯的普法尔茨公爵約翰二世担任其子的监护人兼摄政王。腓特烈四世去世后，腓特烈五世敞开大门欢迎约翰二世而将沃尔夫冈-威廉拒之门外。这种不符合体例的做法引发了德意志诸王公间的激烈争吵。最终，神圣罗马帝国皇帝马蒂亚斯于1613年干预此事，破例允许腓特烈五世在未成年的情况下独立执政。

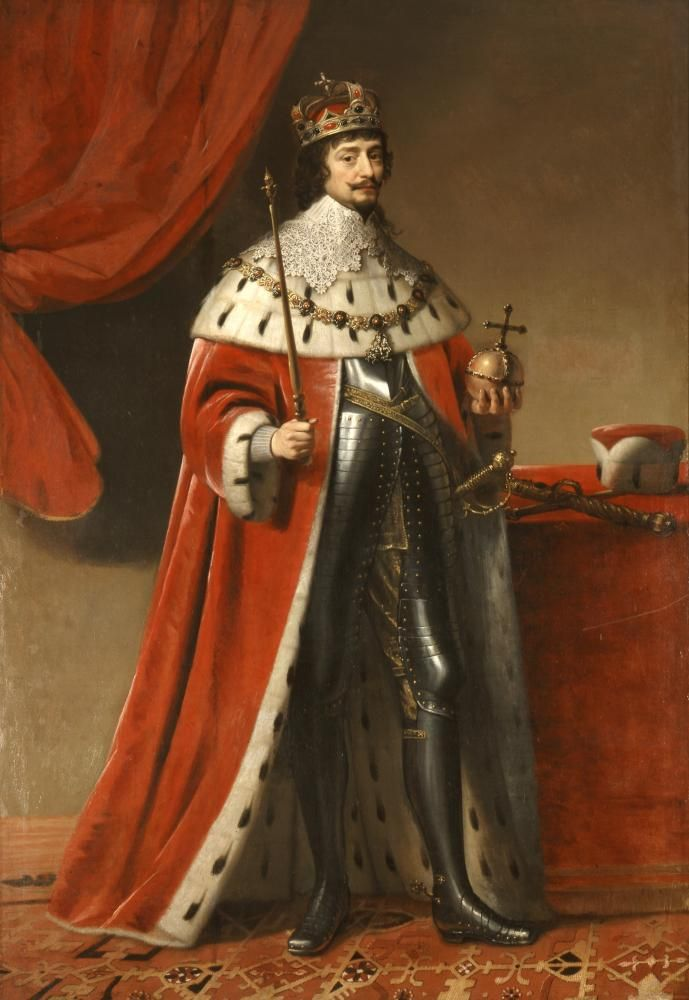
普法尔茨选帝侯波希米米亚选帝侯腓特烈五世及一世（1596–1632）

1614年，腓特烈五世年满18岁，此事遂告一段落，但它在维特尔斯巴赫家族长支各旁支间引发了以不同宗教信仰为基础的矛盾，埋下了相互仇恨的种子。腓特烈五世还遵循父亲希望其娶一位信奉新教的配偶的愿望，于1613年情人节在伦敦白厅迎娶了同为信奉新教的斯图亚特王朝的英王詹姆士一世的长女伊丽莎白·斯图亚特（英国内战中被斩首的英王查理一世的姐姐），从而将英格兰、普法尔茨、丹麦和奥兰治-拿骚家族统治下的荷兰等各新教国家有效地联合起来。
詹姆士一世起先曾考虑把长女嫁给法王路易十三，但因法国是天主教国家只能作罢；还有其他一些欧洲其他国家的王公有意娶伊丽莎白·斯图亚特为妻，其中包括当时还是瑞典王子的古斯塔夫二世·阿道夫。最后，腓特烈五世被选中，因为普法尔茨选侯国是德意志新教诸侯的首领，而且尽管伊丽莎白·斯图亚特的生母安妮王后反对这门婚事，认为一国公主不该屈尊下嫁一个选帝候，但腓特烈五世得到了伊丽莎白·斯图亚特本人及其长兄威尔士亲王亨利的认可。为迎接新婚妻子，同时也作为婚姻协议的一部分，腓特烈五世立即着手扩建选帝候宅邸海德堡城堡（新建了动物园、伊丽莎白拱门、在城堡的西南侧新建了一个剧院，在那里莎士比亚的戏剧首次在德国境内上演）并新建了由曾任伊丽莎白·斯图亚特私人教师的法国建筑师、胡格诺教徒所罗门·德·高斯设计的，当时在英国流行的，巴洛克式意大利文艺复兴风格的海德堡城堡花园（拉丁文：Hortus Palatinus），使之成为阿尔卑斯山以北最重要的文艺复兴建筑之一。整个工程一直持续到1619年，因三十年战争爆发而未能完工。
1614年起，普法尔茨-诺伊堡支统治于利希和贝尔格两公国。这一变化的起因是患有精神病的于利希-克莱沃-贝格联合公国末代公爵约翰-威廉于1609年死后无嗣，于是爆发了于利希繼承戰爭（1609-10年；1614年）。由于这个面积为14万平方公里的公国扼守西班牙军队从陆路进入西属尼德兰所必经的西班牙之路，战略位置极为重要，且因八十年战争引发的难民大量涌入所带来的经济繁荣而被各方势力所垂涎，因而引发了1608-09年形成的两大政治军事阵营：新教诸侯联盟和天主教诸侯同盟之间的第一次正面冲突。因此这场短促的战争被众多史学家视为三十年战争的前哨战。
哈布斯堡家族的时任神圣罗马帝国皇帝鲁道夫二世对该领地有合法声索权，因为约翰-威廉的外公和鲁道夫二世的爷爷都是神圣罗马帝国皇帝斐迪南一世。但是作为皇帝，鲁道夫二世在政治上需要保持中立，因此无法公开要求其声索权。尽管除鲁道夫二世外还有六位声索者，但其中最有机会的是约翰-威廉大姐的女儿普魯士的安娜（她丈夫是勃兰登堡选帝候约翰-西吉斯蒙德）和约翰-威廉二姐的儿子诺伊堡的普法尔茨伯爵沃夫岡·威廉。当时这两个声索者都是新教徒。约翰-威廉死后不久，其妻洛林的安托瓦内特和一干枢密院成员与皇帝的钦差等人组成了摄政机构，鲁道夫二世则随后宣布帝國法院（德文：Reichshofrat）将在四周内对最终归属权作出裁决。这被两位新教徒声索者看作是鲁道夫二世所代表的天主教势力企图吞并该公国的举动，于是勃兰登堡候国和普法尔茨-诺伊堡伯爵国于1609年6月在多特蒙德缔结盟约，宣布不承认除两人外的所有其他声索者，并组成联合政府。
两国联军则公然无视皇帝权威，开入该公国境内。火上浇油的是，哈布斯堡家族的死敌、波旁王朝的法王亨利四世和荷兰共和国次年初分别派出两万多人的军队支援新教联军，以期彻底切断西班牙军道。不料亨利四世于当年5月14日遇刺身亡，而天主教各诸侯也害怕战争由小规模冲突升级为大规模宗教战争而拒绝参战，才避免战争进一步扩大。皇帝把公国完整地封给萨克森公爵克里斯蒂安二世的决定在1610年5月在布拉格召开的会议上被否决，而联军虽然军事占领了公国，但财力耗尽且得不到各方势力的承认。1612年6月鲁道夫二世之弟、新任神圣罗马帝国皇帝马蒂亚斯即位后确认了把公国封给萨克森的决定，导致形式再次紧张，但由于西吉斯蒙德改信加尔文宗而沃尔夫冈-威廉皈依天主教，勃兰登堡候国和普法尔茨-诺伊堡伯爵国在1614年初时已经断绝了官方往来。因此，当年5月战端重开的时候，前者与其大金主荷兰共和国并肩作战，后者则协助人称“伟大将领”（西班牙文：El Gran Capitán）的热那亚人安布罗西奥·斯皮诺拉侯爵麾下的西班牙军队。同年10月交战双方在英法调停下开始和谈并于次月签订克桑滕条约，条约规定普法尔茨-诺伊堡伯爵国获得于利希和贝尔格两公国，以及位于今荷兰南部的拉文施泰因；克莱沃公国和拉文斯贝格伯国则归勃兰登堡候国所有。西班牙通过这一领土分割协议获得了62个城镇和三个莱茵河渡口，使得西班牙军道附近的军事态势有利于西班牙而不利于荷兰共和国。
1618年5月22日，信奉新教的波希米亚发生了反叛一年前刚任国王的斐迪南二世的第二次掷出窗外事件，原因是波希米亚贵族们担心狂热信奉天主教的斐迪南二世会取消波希米亚享有的宗教自由，事实上他也确实是这么打算的。波希米亚贵族们希望萨克森选帝候约翰·格奥尔格一世担任波希米亚国王，但被婉拒。这样一来，腓特烈五世就成了唯一的选择，因为他是萨克森选帝候之后最有实力的新教诸侯而且没有其他新教诸侯愿意冒与皇帝冲突的风险。8月26日，波希米亚选举腓特烈五世为新任国王。两天后，斐迪南二世在法兰克福当选为新任神圣罗马帝国皇帝，七大选帝候只有腓特烈五世投了反对票。
1619年11月4日，时年23岁、意气风发但缺乏政治经验，尤其是军事经验为零的普法尔茨选帝侯腓特烈五世在缺乏新教诸侯政治和军事支持的情况下接受波希米亚贵族的邀请，在布拉格圣维特主教座堂加冕为波希米亚国王，从而打破了天主教同盟和新教联盟之间的微妙力量平衡（七大选帝候席位独占其二，天主教诸侯与新教诸侯间票数比从4:3变成3:4，意味着今后皇帝之位将不再由信奉天主教的哈布斯堡家族垄断），成为引发三十年战争的导火索。腓特烈五世和他的宫廷顾问们对接受波希米亚王位所可能产生的政治和军事后果明显估计不足，不仅高估了自身力量也高估了新教诸侯联盟能够给予的支持。首先，普法尔茨选侯国的军事实力远不及哈布斯堡家族，相比较其余诸侯国，普法尔茨选侯国的领土显得松散，以海德堡为中心的下普法尔茨（又称莱茵-普法尔茨）和以安贝格为中心的上普法尔茨这两大块主要领地间彼此不想连。下普法尔茨的经济支柱是农业，上普法尔茨是欧洲当时重要的采矿区之一。其次，尽管腓特烈五世的父亲1608年创立了新教诸侯联盟，但新教诸侯中最强大的萨克森公国并未参加，而且联盟内部信奉路德宗的诸侯跟信奉加尔文宗的诸侯间也存在着矛盾。事实上，腓特烈五世继承波希米亚王位后还不到一年，1620年7月3日，新教诸侯联盟就与天主教诸侯同盟在乌尔姆签订协议，宣布在腓特烈五世与斐迪南二世之间的冲突中严守中立，造成前者的外交孤立。
斐迪南二世成为新任神圣罗马帝国皇帝后，一方面在外交上孤立腓特烈五世，另一方面联合巴伐利亚公爵马克西米利安一世领导的天主教诸侯同盟军事讨伐腓特烈五世（于是出现同一家族的长幼两支互相残杀的局面），并在1620年11月8日在布拉格附近的白山战役中消灭了腓特烈五世的军队。腓特烈五世及其家人被迫逃亡（战后先逃往西里西亚首府布列斯劳，次年逃往荷兰海牙），遭世人嘲讽为“在位仅一个冬天的国王”。从西属尼德兰首府布鲁塞尔出发的安布罗西奥·斯皮诺拉侯爵统帅的西班牙军队早在1620年8月就攻入波希米亚，次月转换目标攻入下普法尔茨；蒂利伯爵麾下的天主教同盟军队也紧随其后。
1621年1月21日，斐迪南二世宣布没收腓特烈五世在神圣罗马帝国境内的贵族头衔和世袭领地，同年5月，在皇帝的要求下，新教诸侯联盟宣告解散。1622年5-6月间，腓特烈五世的军队接连失利；7月23日，帝国和西班牙联军开始围困海德堡，9月16日城市陷落，三天后海德堡城堡被占领，曼海姆也于同年11月5日失守。海德堡的新教教堂和海德堡大学都被迫关停，举世闻名的普法尔茨图书馆（拉丁文：Bibliotheca Palatina）连同馆藏的3500本珍贵手抄典籍则被运往罗马送给教宗额我略十五世以回报其资助天主教诸侯62万吉尔德金币（一说100万达克特金币）的军费。1623年2月23日，斐迪南二世将腓特烈五世被褫夺的选帝候资格授予巴伐利亚公爵马克西米利安一世。1623年8月6日，腓特烈五世仅剩的盟友布伦瑞克-吕讷堡公爵克里斯蒂安率领的军队在施塔特洛恩战役中被蒂利伯爵统帅的帝国军队摧毁。
三天后，腓特烈五世被迫与斐迪南二世签订停战协定，三十年战争的普法尔茨阶段结束了。腓特烈五世丧失了全部的领地：上普法尔茨被巴伐利亚永久占领，莱茵-普法尔茨则被马克西米利安一世和诺伊堡的普法尔茨伯爵沃尔夫冈-威廉（属长支的普法尔茨-诺伊堡支，但在于利希爵位继承战争期间已皈依天主教）所瓜分，直到1648年结束三十年战争的威斯特伐利亚条约签订后才归还给腓特烈五世的次子卡爾一世·路德維希，普法尔茨的选帝候席位也得到恢复（巴伐利亚在战争中获得的席位保留，七大选帝候变为八大，长幼两支均占一席，直到1777年长支回到巴伐利亚统治，莱茵-普法尔茨的选帝候席位并入巴伐利亚为止）。腓特烈五世与伊丽莎白·斯图亚特的小女儿索菲1658年嫁给了后来成为首任汉诺威选帝候的布伦瑞克-吕讷堡公爵厄内斯特-奥古斯都。他们的长子乔治-路易作为英王詹姆士一世曾外孙于1714年斯图亚特王朝末代君主安妮女王死后继承英国王位，建立了汉诺威王朝。
1685年，卡尔一世路易的独子，普法尔茨选帝候卡尔二世死后无嗣，普法尔茨-西梅尔恩支宣告终结，取而代之的是信奉天主教的普法尔茨-诺伊堡支：在于利希爵位继承战争中获得于利希和贝尔格两公国的沃尔夫冈-威廉诺伊堡的普法尔茨伯爵的儿子、诺伊堡的普法尔茨伯爵和于利希-贝尔格公爵菲利普-威廉成为新的普法尔茨选帝候。然而这一安排遭到法王路易十四的反对。
1670年6月30日凌晨两点，路易十四的弟弟、奥尔良公爵菲利普一世的首任妻子、英王查理一世的小女儿英格兰的亨莉雅妲公主在喝完一杯冰镇的菊苣水后腹部剧痛而暴卒，时年26岁（当时盛传是遭其丈夫的“基友”洛林骑士菲利普下毒）。次年，菲利普一世续弦，娶普法尔茨选帝候卡尔一世路易长女伊丽莎白-夏洛特为第二任妻子。因此普法尔茨选帝候卡尔二世死后，路易十四提出应该由卡尔二世之妹、奥尔良公爵夫人伊丽莎白-夏洛特继承普法尔茨选帝候之位。事实上，由于选帝候之位历来是传男不传女，路易十四的行为只是为法国吞并莱茵-普法尔茨寻找借口。遭拒绝后法军不宣而战于1688年9月开入莱茵-普法尔茨，以法国为一方，1686年7月成立的由奥地利、西班牙、葡萄牙、巴伐利亚、勃兰登堡、萨克森、莱茵-普法尔茨、荷兰共和国、英格兰、苏格兰、爱尔兰、萨伏伊公国、瑞典（1691年后改为中立）等欧洲各列强所组成并得到教宗依诺增爵十一世秘密支持的反法联盟奥格斯堡同盟为另一方的大同盟战争（亦称九年战争，1688-97年）爆发。
10月24日，法军进占海德堡。由于莱茵-普法尔茨是法军开往德意志各战场的必经之路，且为了防止正集结军队的北德各诸侯（勃兰登堡、萨克森、汉诺威、黑森-卡塞尔）和正从与奥斯曼帝国作战的巴尔干前线回师的南德各诸侯（巴伐利亚、士瓦本地区各侯国和弗兰肯地区各侯国）以此为跳板进攻法国本土，法军决定系统性地破坏莱茵-普法尔茨境内所有的军事要塞，并誓言将此地化為一片废墟（法文：Brûlez le Palatinat!）。路易十四的战争大臣（相当于今天的国防部长）卢福瓦侯爵在1688年12月20日前就拟定了一份详细的清单，里面列明了要摧毁的城市，城镇、村庄、城堡、教堂、桥梁等。法军还破坏庄稼、偷走或屠宰牲口、赶走居民，彻底实行焦土政策。1689年2月16日，法军开始破坏海德堡城堡；3月2日法军撤离之际，用火药炸毁城堡的防御塔并纵火焚烧城堡，部分城区也被烧毁。六天后曼海姆被夷为平地，沃尔姆斯和施派尔也分别于5月31日6月1日蒙难。虽然菲利普-威廉的儿子普法尔茨选帝候约翰-威廉于1690年继位后修复了被毁坏的防御塔和围墙，但法军于1693年5月22日再次攻占海德堡并于次日进入城堡，这次他们有备而来，用地雷将城堡的防御设施悉数炸毁，城区也遭受大面积毁坏。遭同样厄运的还有莱茵-普法尔茨相邻的巴登侯国和符腾堡公国。
由于海德堡尤其是海德堡城堡在战争中遭受严重破坏，菲利普-威廉的儿子普法尔茨选帝候约翰-威廉决定将选帝候国的都城从海德堡转移至贝尔格公国的杜塞尔多夫，约翰-威廉之弟普法尔茨选帝候卡尔三世菲利普继位后于1718年将都城迁回海德堡但两年后又迁往曼海姆。这两兄弟的大姐，诺伊堡的艾琳娜·玛格达莱娜是神圣罗马帝国皇帝利奥波德一世的第三任和最后一任妻子，育有哈布斯堡王朝的最后两位神圣罗马帝国皇帝约瑟夫一世和查理六世，也是哈布斯堡王朝末代君主和唯一一位女性君主玛丽亚·特蕾西亚的祖母。
为了加强维特尔斯巴赫家族各旁支之间的团结，卡尔三世菲利普于1742年1月17日举行了一场婚礼，将其长外孙女和二外孙女分别嫁给了普法尔茨-苏尔茨巴赫支的卡尔·泰奥多尔和巴伐利亚选帝候马克西米利安二世埃玛纽埃尔之孙巴伐利亚的克莱蒙特-弗朗西斯公爵，而在数天之后的皇帝选举中，卡尔三世菲利普更是把手里的选票投给了巴伐利亚选帝侯卡尔·阿尔布雷希特，助其当选为神圣罗马帝国皇帝查理七世。1742年卡尔三世菲利普死后无男嗣，普法尔茨-诺伊堡支宣告终结，继承选帝候之位的是其长外孙女婿、普法尔茨-苏尔茨巴赫支的卡尔·泰奥多尔。随着1777年巴伐利亚选帝候马克西米利安三世约瑟夫死后无嗣，维特尔斯巴赫家族幼支绝后，普法尔茨-苏尔茨巴赫支的卡尔·泰奥多尔作为长支的族长继承了巴伐利亚选帝候之位，维特尔斯巴赫家族这两块分离了四个半世纪的领地再次合到了一起。
然而，由于卡尔·泰奥多尔已经是莱茵-普法尔茨选帝候，因此根据1648年威斯特伐利亚条约的规定，他在继承巴伐利亚前必须把莱茵-普法尔茨传给自己的继承人。事实上，尽管巴伐利亚无论从面积还是国力上都超过莱茵-普法尔茨，但由于卡尔·泰奥多尔素来对政治不感兴趣，而把时间精力都花在建造剧院、博物馆，收集艺术品，打猎和与其众多情妇（大多是法国女演员）幽会上，他更喜欢呆在气候更加温和的莱茵-普法尔茨首府曼海姆，而对迁往慕尼黑热情不高。苏格兰著名哲学家和历史学家托马斯·卡莱尔曾给予他这样的评价：“一个整天无所事事的可怜虫，自大、浮夸、浅薄而喜欢炫耀，沉迷于戏剧和繁育私生子而不能自拔。”尽管卡尔·泰奥多尔有很多情妇和私生子却没有合法的子嗣（他曾有过一个儿子，但出生第二天就死了），因此他自己的后代无法继承莱茵-普法尔茨和巴伐利亚，他需要得到一些他的私生子女们能够继承的领地，以便让他们从平民变成贵族。与此同时，巴伐利亚选帝候马克西米利安三世约瑟夫的妹夫、神圣罗马帝国皇帝约瑟夫二世则对巴伐利亚觊觎已久。
1778年1月3日，卡尔·泰奥多尔与约瑟夫二世达成密约，以将下巴伐利亚割让给奥地利为代价换取皇帝支持其保留莱茵-普法尔茨的同时继承巴伐利亚剩余地区。同时，卡尔·泰奥多尔希望从皇帝那里获得奥属尼德兰和前奥地利的部分土地以便死后传给他的私生子们，但这一条并没有写入条文中。这一损害巴伐利亚领土完整的计划立即遭到了巴伐利亚选帝候马克西米利安三世约瑟夫的遗孀萨克森的玛利亚·安娜·索菲亚和卡尔·泰奥多尔的第一顺位继承人、长支普法尔茨-茨魏布吕肯-比肯费尔德支的茨魏布吕肯公爵卡爾二世·奧古斯特的反对。普鲁士（唯一有实力和意愿与奥地利对抗的德意志诸侯）、萨克森（萨克森选帝候弗里德里希·奥古斯特三世 跟卡尔二世奥古斯都娶了对方的妹妹为妻）和大多数其他德意志诸侯也反对这一领土交换，就连1756年以来改与哈布斯堡家族结盟的法国都不支持，因为法国当时正集中精力于美国独立战争，不希望在欧洲爆发大规模战事。在短暂的巴伐利亚王位继承战争（1778-79年）后，巴伐利亚将因河西南岸与上奥地利接壤的因河地區割让给奥地利，却没能在奥属尼德兰和前奥地利得到任何有价值的土地，领土交换计划无果而终。虽然1784-85年卡尔·泰奥多尔又尝试了一次，试图以巴伐利亚交换奥属尼德兰并从皇帝那里获得勃艮第国王的头衔，但因普鲁士的干预终未能如愿。
1789年7月法国大革命爆发后，法军在第一次反法同盟战争期间于1792年攻入莱茵-普法尔茨，1795年让·维克多·莫罗率领的法军莱茵-摩泽尔军团更是攻入巴伐利亚境内，占领慕尼黑并围困英戈尔施塔特，卡尔·泰奥多尔在留下一个看守政府后匆忙逃亡萨克森。1796年9月，看守政府被迫与让·维克多·莫罗签订停战协议，并向法军提供巨额军费。第二次反法同盟战争期间，奥地利军队为与法军开战做准备于1799年初占领巴伐利亚。1799年2月卡尔·泰奥多尔逝世后，长支的普法尔茨-苏尔茨巴赫支亦宣告终结，入替的是茨魏布吕肯公爵卡爾二世·奧古斯特之弟茨魏布吕肯公爵马克西米利安-约瑟夫。当时维特尔斯巴赫家族长支只剩下普法尔茨-茨魏布吕肯-比肯费尔德支（由马克西米利安-约瑟夫领导）和普法尔茨-比肯费尔德-格尔恩豪森支（由比肯费尔德-格尔恩豪森的普法尔茨伯爵威尔汉姆领导）。马克西米利安-约瑟夫继承了卡尔·泰奥多尔的巴伐利亚选帝候之位，史称马克西米利安四世约瑟夫。作为补偿，威尔汉姆得到了“巴伐利亚里的公爵”头衔。之所以使用巴伐利亚里的公爵而非巴伐利亚公爵是因为兰茨胡特爵位继承战结束后，巴伐利亚公爵阿尔布雷希特四世吸取历史教训，为防止他死后出现几个儿子分家而致领地四分五裂的局面而于1506年确立了长子继承制，因此在任何时候都只能有且仅有一位巴伐利亚公爵。威尔汉姆于是成为首任巴伐利亚里的公爵，他也是大名鼎鼎的茜茜公主的曾祖父。
尽管马克西米利安四世约瑟夫同情法国大革命，但巴伐利亚的军事和财政状况让他根本无法摆脱奥地利的控制。1800年12月，法军在霍恩林登戰役中击败奥地利-巴伐利亚联军后，让·维克多·莫罗率领的法军再次占领慕尼黑。1801年2月9日，法国与神圣罗马帝国签订《吕内维尔条约》，巴伐利亚失去了莱茵-普法尔茨、茨魏布吕肯公国和于利希公国（虽然条约第七款中提到要给予巴伐利亚领土补偿）。奥地利这种完全不把巴伐利亚的利益放在眼里的行为促使巴伐利亚于同年8月跟法国秘密签订了和平同盟条约，转而与法国结盟，而当时担任第一执政的拿破仑则承诺用于补偿巴伐利亚的领土将从神圣罗马帝国获取。
1803年巴伐利亚在德国政治地图重组过程中获得了维尔茨堡、班贝格、奥格斯堡和弗赖辛等主教国和帕绍主教国的一部分，以及12个修道院、17座城市和村庄的零散土地。这些土地加起来足够补偿之前失去的莱茵河西岸的土地。1805年第三次反法同盟中，巴伐利亚军队首次与法军并肩作战，同年12月奥斯特里兹战役后，神圣罗马帝国被迫与法国签订普雷斯堡和约并出让大片领土：1801年《吕内维尔条约》规定，神圣罗马帝国皇帝弗朗茨二世之弟托斯卡纳大公费迪南三世将自己的领地让给法国，但获得萨尔茨堡选侯国（含萨尔茨堡大主教国、贝希特斯加登以及部分艾希施泰特主教国和帕绍主教国的领土）作为补偿。普雷斯堡和约则规定，肢解萨尔茨堡选侯国，萨尔茨堡大主教国和贝希特斯加登归奥地利，其余部分归巴伐利亚。
巴伐利亚则将1803年获得的维尔茨堡选侯国（次年8月神圣罗马帝国解散后被升格为维尔茨堡大公国）让给费迪南三世作为补偿。此外，巴伐利亚还从奥地利获得了蒂罗尔、福拉尔贝格、布尔高侯国、霍恩埃姆斯和柯尼赛格-罗腾菲尔斯伯爵国、阿根、泰特南和林道等领土。条约还规定神圣罗马帝国须承认巴伐利亚和符腾堡为王国并尊重其主权。1806年1月1日，巴伐利亚选帝候马克西米利安四世约瑟夫即位为首任巴伐利亚国王（史称马克西米利安一世约瑟夫）。作为政治交换，他不太情愿地把女儿奥古斯塔公主许配给拿破仑第一任妻子约瑟芬皇后与前夫所生的独子欧仁·德·博阿尔内。此外，长支的另一个旁支普法尔茨-茨魏布吕肯-比肯费尔德支-克里伯格支在继承瑞典王位的同时统治不莱梅-费尔登公国（1654-1719年）。

## 巴伐利亚王国，1806-1918

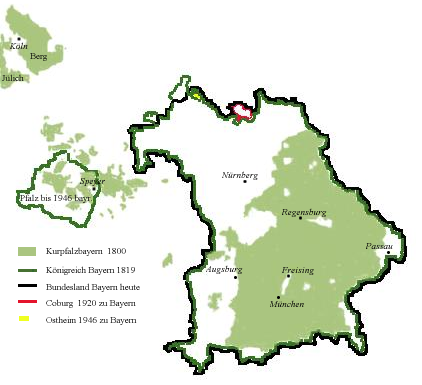
巴伐利亚选侯国（1778）和巴伐利亚王国（1816）

1806年3月15日，贝尔格公国也被割让给法国。同年7月12日，巴伐利亚王国加入了法国的附庸国组织莱茵邦联并于8月1日脱离神圣罗马帝国。五天后的1806年8月6日，存在了八百多年的神圣罗马帝国宣告解散（伏尔泰曾评价神圣罗马帝国“既不神圣、亦非羅馬、更加不是帝国”）。1808年，巴伐利亚参照法国宪法制定了自己的宪法，境内的农奴制被彻底废除。此后，被与拿破仑战争机器捆绑在一起的巴伐利亚又分别于1809年第五次反法同盟战争和1813年第六次反法同盟战争与奥地利交战，并在1809年通过美泉宫和约获得了萨尔茨堡公国。
1810年2月，巴伐利亚将南蒂罗尔割让给意大利王国、将泰特南割让给符腾堡王国，以换取萨尔茨堡公国的部分领土、因河河谷、豪斯鲁克、拜罗伊特亲王国和雷根斯堡亲王国。1812年，拿破仑入侵俄国遭遇惨败，大约三万名巴伐利亚士兵阵亡。1813年10月8日，巴伐利亚与奥地利签订里德条约脱离莱茵邦联并加入第六次反法同盟。1814年拿破仑被迫退位后，维也纳会议重新划分了欧洲各国的边界，巴伐利亚将蒂罗尔和福拉尔贝格归还奥地利，作为补偿获得了部分原属维尔茨堡大公国、法兰克福大公国、美茵茨选侯国（阿沙芬堡地区）以及黑森大公国的部分土地。1815年，巴伐利亚加入德意志邦联。1816年，巴伐利亚王国于奥地利帝国之间签订《慕尼黑条约》，巴伐利亚以萨尔茨堡公国（不含贝希特斯加登和鲁佩尔蒂温克尔）向奥地利换回1815年巴黎条约中法国割让给奥地利的原属莱茵-普法尔茨的土地（大部位于莱茵河西岸，少部位于东岸）。另一部分原属莱茵-普法尔茨的土地已并入符腾堡王国和巴登大公国，故而未能收回。
在马克西米利安一世约瑟夫的后代们的统治下，巴伐利亚王国成为德意志各国中第三强大的国家，仅次于普鲁士和奥地利，是德意志第二梯队诸侯国的绝对领袖。1871年德国统一后，巴伐利亚成为德意志帝国内仅次于普鲁士的强邦。维特尔斯巴赫家族作为巴伐利亚王国的君主一直统治到1918年一战结束。该年11月12日，巴伐利亚王国末代国王路德维希三世在萨尔斯堡南郊的阿尼夫宫发表了《阿尼夫宣言》，放弃所有士兵和官员的效忠，从而终结了维特尔斯巴赫家族在巴伐利亚长达738年的统治。巴伐利亚共和国旋即成立。

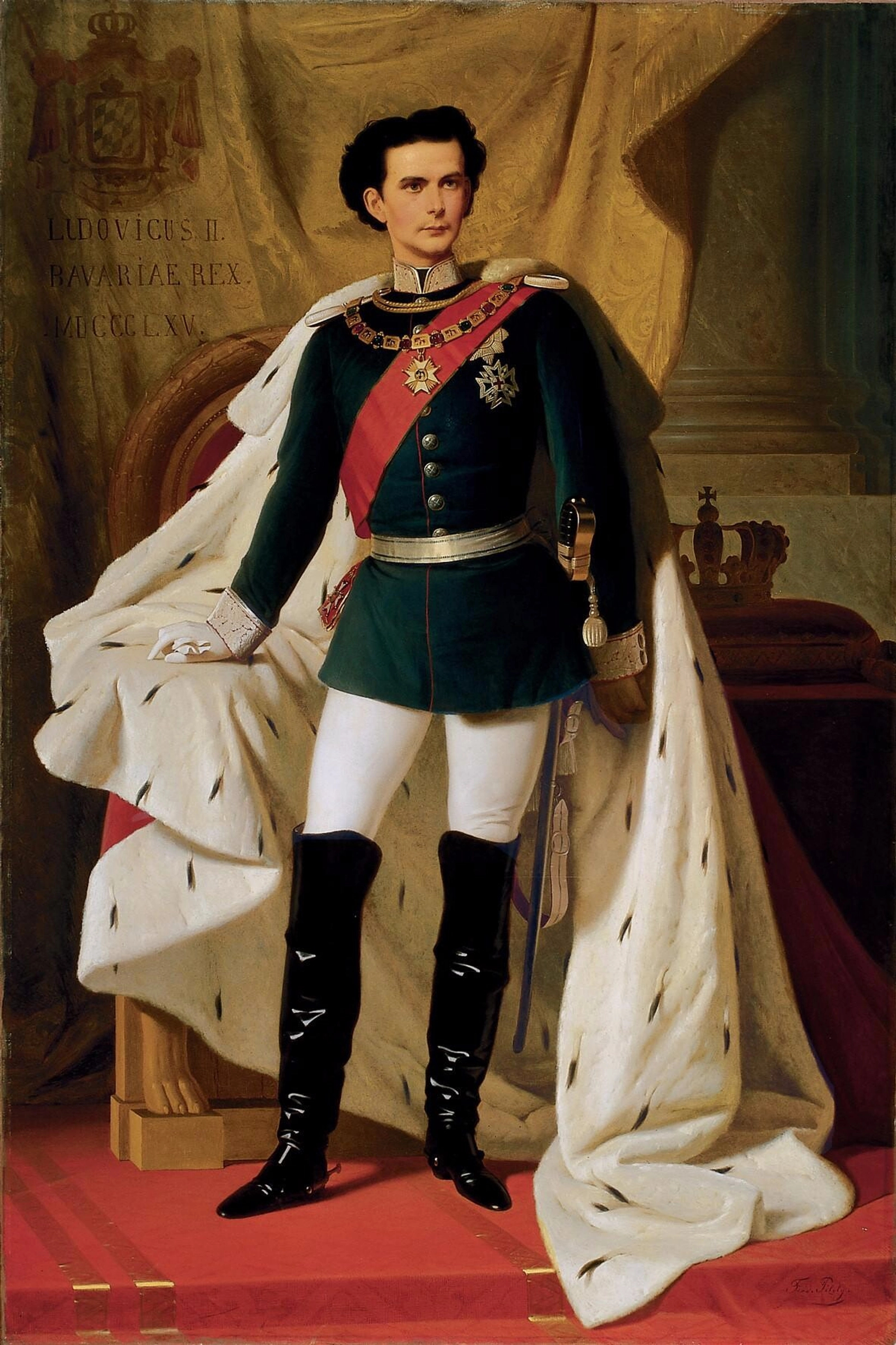
巴伐利亚国王路德维希二世（1845–1886）

路德维希三世的堂弟及前任国王路德维希二世是德国历史上最具传奇色彩的君主。他酷爱艺术、支持文化事业、与瓦格纳是至交、亲自设计并主导修建了新天鹅堡、林德霍夫宫、海伦基姆湖宫等一系列金碧辉煌的宫殿。但其挥金如土也导致很多大臣的不满。1886年6月10日凌晨四点，路德维希二世被巴伐利亚政府宣布为精神失常且已经无法处理公务，其叔叔柳特波德被拥立为摄政王。11日，路德维希二世在班贝格出版的一份报纸上发表声明，称此为叛变行为并号召民众抵制。12日，国王被强制送往慕尼黑以南施塔恩贝格湖畔的贝尔格城堡软禁。13日傍晚，路德维希二世与负责治疗他的古登医生离开城堡散步，至夜未归。直到午夜，路德维希二世和古登医生的尸体终于在施塔恩贝格湖的浅水区中被发现。具体死因成为德国历史上最大的谜团之一，路德维希二世的遗体安葬于慕尼黑的圣弥额尔教堂。

## 纳粹德国时期的活动
希特勒上台后及第二次世界大战中，维特尔斯巴赫家族秉持反納粹立场。家族成员起先离开德国迁往匈牙利，但之后遭到逮捕，并被关押于多个纳粹集中营，包括奥拉宁堡集中营和达豪集中营。

## 维特尔斯巴赫家族在其它欧洲国家的统治

### 匈牙利
- 奥托（贝拉五世） （1305年－1307年在位）

### 北欧国家

#### 在丹麦、瑞典和挪威
- 克里斯托弗三世 （1440年/1442年－1448年）

## 家族树

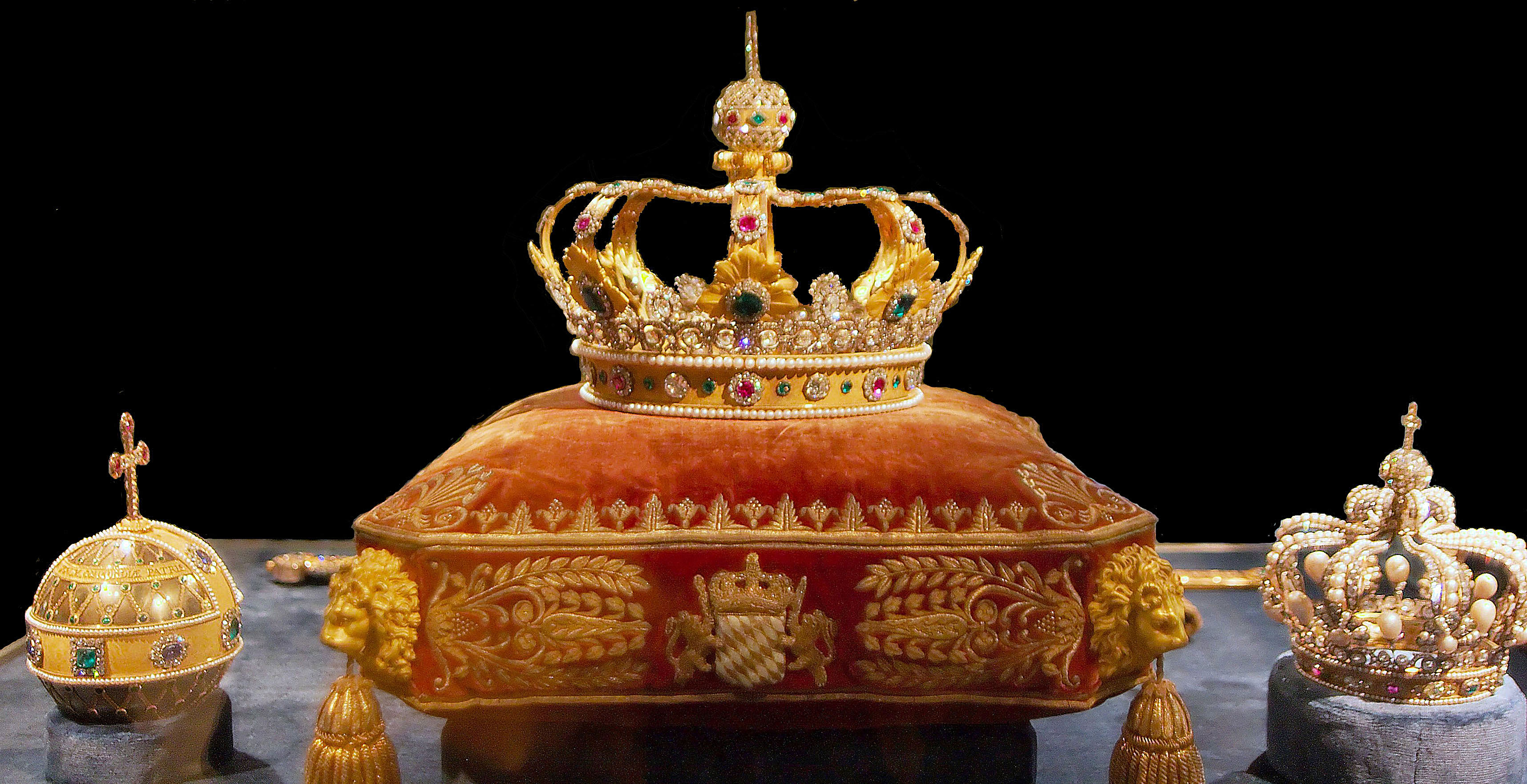
慕尼黑王宫收藏的巴伐利亚国王王冠

#### 在瑞典
- 卡尔十世
- 卡尔十一世
- 卡爾十二世
- 乌尔丽卡·埃利诺拉

### 希腊

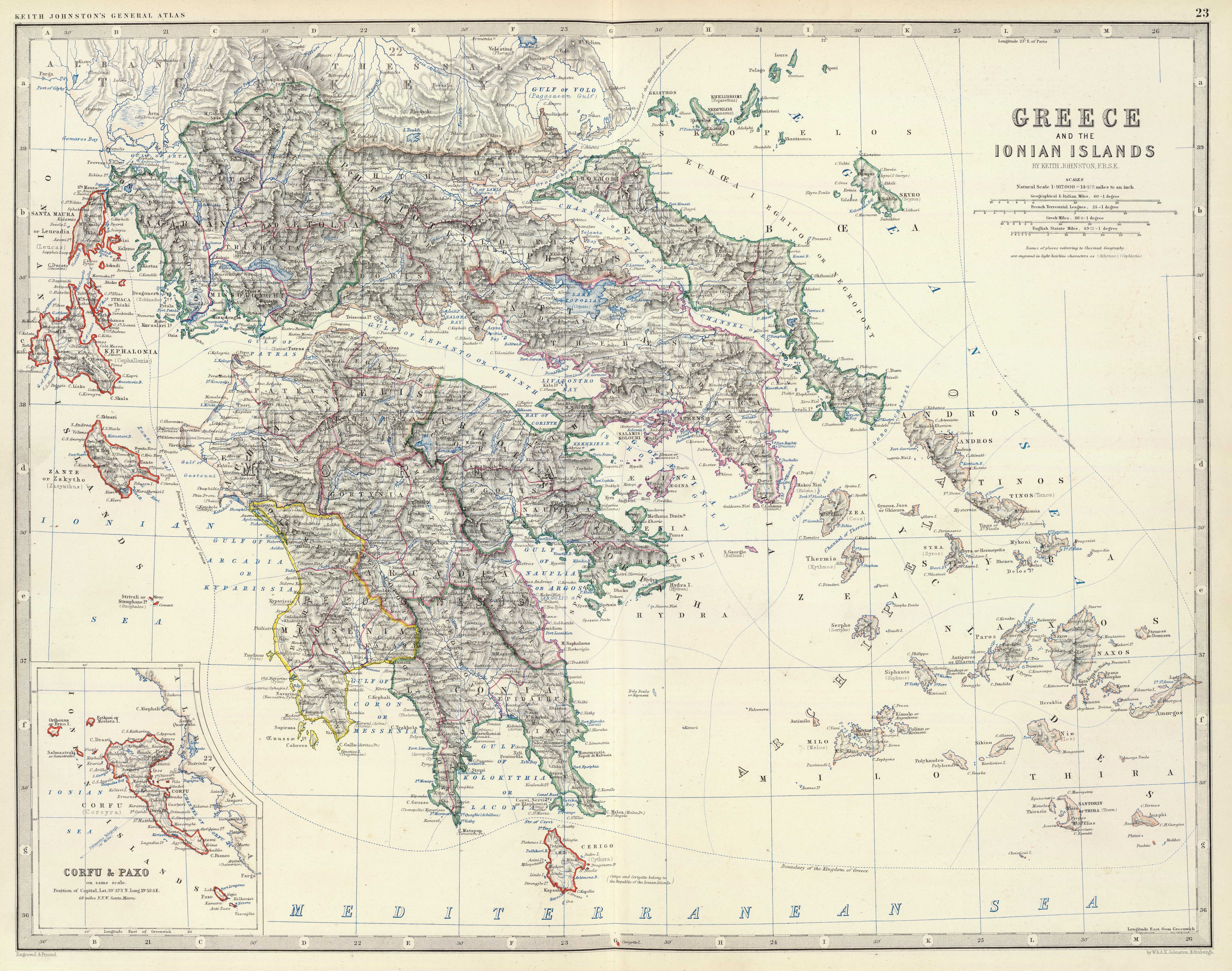
1861年的希腊王国

- 奥托一世 （1832年－1862年在位）

### 英国的詹姆斯二世党
拥护詹姆斯二世的后代为英国合法国王的人现在承认的王位继承人是维特尔斯巴赫王朝成员。巴伐利亚王位继承人弗朗茨被詹姆斯二世党承认为英王弗朗西斯二世。

## 外部連結
- 歷代中歐跨國王朝簡介